# Yves Matton
Yves Matton, né le 25 juillet 1967 à Courtrai, est une personnalité belge du sport automobile.

## Une passion née au Rallye du Condroz
En grandissant à Huy, Yves Matton s’est pris de passion pour le sport automobile en assistant chaque année au Rallye du Condroz. En 1986, une fois le permis de conduire en poche, il réalise un de ses rêves en participant à son épreuve fétiche au volant d’une Opel Ascona. 
Sa carrière de pilote est épisodique, mais elle lui permet de piloter de nombreuses voitures : Opel Manta 400, Ford Sierra Cosworth, Ford Escort Cosworth… À sa droite, on retrouve quelques éminents copilotes belges, parmi lesquels Luc Manset, Stéphane Prévot ou Jean-Marc Fortin. En 2013, il obtient son meilleur résultat en terminant sur le podium, au volant d’une Citroën Xsara WRC et avec Daniel Elena en copilote.  En 2014, le duo abandonne après une sortie de route. Yves Matton obtient ensuite deux cinquièmes places en 2015 (DS 3 WRC) et 2016 (C4 WRC). 
Vice-Président du Royal Motor Club de Huy - organisateur de l'épreuve - Yves Matton favorise la venue de pilotes Citroën Racing sur l'épreuve, tels Sébastien Loeb (2013), Kris Meeke (2014), Yvan Muller (2015), Stéphane Lefebvre (2015-2016), Craig Breen (2016)... 

## Du pilotage au management
Tout en effectuant ses études, Yves Matton crée Prorace en 1990. Spécialisée dans la préparation et la location de voitures de compétition, cette écurie obtient vite ses premiers succès, notamment avec Janusz Kulig, vice-champion de Pologne ‘2WD' et Eddy Van Van den Hoorn, champion des Pays-Bas en Groupe N. En 1996, Prorace s’implique également dans le challenge Citroën avec Frédéric Beco, Davy Vanneste et Thierry Bragard pour pilotes.
De 1997 à 2001, Yves Matton collabore avec Future World. L’équipe gère les programmes en Subaru Impreza WRC de Bruno Thiry et Renaud Vereydt, avant de devenir une antenne du TTE (Toyota Team Europe) pour les championnats nationaux (Belgique, Pays-Bas, Pologne).  
En 2001 et 2002, c’est avec Kronos Racing que le Hutois poursuit sa carrière. Il est le team-manager de Simon Jean-Joseph et Kris Princen, qui pilotent des Peugeot 206 WRC en Championnat du Monde des Rallyes.

## Une première période avec Citroën
En fin d’année, Yves Matton rejoint Citroën Sport en tant que responsable de la logistique. Il occupe ensuite le poste de Coordinateur WRC avant d’être nommé Team-manager par Guy Fréquelin. Il cumule ensuite cette fonction avec celle de responsable de la compétition-clients. Ceci lui permet de suivre l’éclosion de jeunes espoirs, comme Dani Sordo et Kris Meeke. Engagés sur des Citroën C2 Super 1600, l’Espagnol et le Britannique terminent respectivement 1er et 3e du JWRC en 2005.
Début 2008, Yves Matton quitte Citroën Sport pour fonder MY Racing. Cette société conserve des liens étroits avec le constructeur français, puisqu’elle assure la distribution des pièces détachées compétition pour la Belgique, les Pays-Bas, le Luxembourg et l’Allemagne. MY Racing organise également le Citroën Racing Trophy jusqu’en 2013. Parallèlement, Yves Matton développe sa présence au Moyen-Orient en gérant le programme du pilote saoudien Yazeed Al-Rajhi.

## Retour chez Citroën Racing
Le 5 janvier 2012, Yves Matton est nommé Directeur de Citroën Racing en remplacement d’Olivier Quesnel. La mission fixée par Frédéric Banzet, Directeur général de Citroën, consiste à préparer l’après Sébastien Loeb. Pendant que l’Alsacien dispute sa dernière saison complète en WRC, le projet d’un engagement en Championnat du Monde des Voitures de Tourisme (WTCC) est étudié.
La saison 2013 est une transition pour Citroën Racing. Après avoir négocié un partenariat avec Abu Dhabi Racing, Yves Matton confie les DS3 WRC officielles à Mikko Hirvonen, Dani Sordo et Khalid Al Qassimi. Sébastien Loeb n’effectue que quatre rallyes, ce qui lui laisse le temps de se consacrer au développement de la Citroën C-Élysée WTCC.
Pour 2014, Yves Matton devient le directeur de deux équipes engagées dans des Championnats du Monde FIA. En WRC, Kris Meeke et Mads Østberg pilotent les DS3 WRC, tandis que Sébastien Loeb, Yvan Muller, José María López et Ma Qing Hua défendent les couleurs de Citroën Racing en WTCC. 
Lors de la première saison en WTCC, Yves Matton doit gérer les tensions entre López et Muller, en lice pour le titre mondial. L'Argentin est finalement titré, tandis que Citroën remporte son premier titre mondial sur circuit.
La saison 2015 est du même acabit, avec de nouveaux titres pour López et Citroën. La fin de saison est toutefois marquée par l'annonce-choc du Groupe PSA : après deux saisons conclues à la troisième place, Sébastien Loeb passe sous le giron de Peugeot Sport. L'engagement de Citroën en WTCC est en effet réduit à deux voitures pour 2016. Lors de cette ultime saison sur les circuits, José María López et Yvan Muller font le doublé et offrent une autre couronne à leur employeur.
Dans le même temps, Yves Matton et son équipe préparent activement le retour officiel de Citroën en Championnat du monde des rallyes. La Citroën C3 III sert de base au développement d'une nouvelle World Rally Car, répondant à la nouvelle réglementation de la FIA. Kris Meeke est choisi comme pilote principal pour effectuer le développement de la voiture. Il est secondé par les jeunes Craig Breen et Stéphane Lefebvre.
Malgré une victoire de Meeke au Mexique, la saison 2017 ne se passe pas comme prévu pour Citroën. De nombreuses sorties de route laissent penser que la C3 WRC souffre d'un comportement capricieux. À mi-saison, Yves Matton prend plusieurs décisions, avec l'arrivée d'Andreas Mikkelsen au sein de l'effectif des pilotes, la mise à pied de Kris Meeke en Pologne, le remplacement du Directeur technique, Laurent Fregosi, par Christophe Besse et le retour de Sébastien Loeb pour effectuer des essais avec la C3 WRC. Ces changements se traduisent par de meilleurs résultats : Mikkelsen termine à la deuxième place en Allemagne, puis Meeke remporte une seconde victoire en Espagne.

## De Citroën Racing à la FIA
Au cours de l'été 2017, Matton ne cache pas son ambition de recruter Sébastien Ogier pour renforcer l'effectif de pilotes en 2018. Toutefois, le management du Groupe PSA ne suit pas cette option et l'effectif repose à nouveau sur Kris Meeke, Craig Breen et Sébastien Loeb, de retour en WRC pour trois rallyes. Quelques jours après cette annonce, Yves Matton quitte la tête de Citroën Racing pour rejoindre la FIA en tant que Directeur Rallye. 
Parmi les premières missions de son mandat à la tête du Département Rallye de la Fédération Internationale de l’Automobile, Yves Matton mène notamment la refonte de la pyramide des catégories de voitures de rallye tout en supervisant la mise en place du programme de détection mondial FIA Rally Star.
Sous son impulsion, la catégorie-reine du WRC entame également sa transition vers l’hybride et Yves Matton obtient la prolongation de l'implication du promoteur et des constructeurs engagés dans la discipline dans cette nouvelle ère. Enfin, Yves Matton parvient à conclure un accord entre la FIA et ASO en vue du lancement du premier Championnat du Monde des Rallyes-Raid en 2022.
Le 22 décembre 2021, la FIA confirme la démission d’Yves Matton, parti relever de nouveaux défis, tout en saluant « de nombreux succès et avancées significatives » sous son égide. La FIA nomme son remplaçant, le Britannique Andrew Wheatley, le 10 mars 2022.

## Nouvelles fonctions chez MY Vintage
En 2022, Yves Matton fait son retour en Belgique. Il prend la responsabilité de MY Vintage, la division « classique » de MY Racing fondée en 2014. Ses premières actions s’appuient sur sa passion du sport automobile et ses quatre décennies d’expérience dans le milieu qu’il met à profit. Il mène également la création et le développement d’un nouveau département, MY Gallery, activité de trading et de conseils aux investisseurs de voitures de collection de compétition.